# Championnat d'Espagne de football 2019-2020
Navigation
Édition précédente Édition suivante
La saison 2019-2020 est la 89e édition du championnat d'Espagne de football et la quatrième sous l'appellation LaLiga Santander. Elle oppose les vingt meilleurs clubs d'Espagne en une série de trente-huit journées.
Le FC Barcelone défend son titre face aux 19 autres équipes dont 3 promus de deuxième division.
Six places qualificatives pour les compétitions européennes seront attribuées par le biais du championnat (4 places directes en Ligue des champions, 1 place directe en Ligue Europa et 1 au troisième tour de qualification). Une autre place qualificative pour la Ligue Europa sera garantie au vainqueur de la Coupe du Roi. Les trois derniers du championnat sont relégués en deuxième division.
Interrompu le 11 mars 2020 en raison de la pandémie de Covid-19, le championnat reprend le 11 juin.
Le Real Madrid est sacré champion le 16 juillet 2020, à une journée de la fin du championnat.

## Participants
| \| Alavés Athletic At. Madrid Barcelone Celta Eibar Espanyol Majorque Levante Leganés Betis Real Madrid Real Sociedad Grenade Osasuna Séville Valence Villarreal Getafe Valladolid \| Localisation des clubs engagés dans le championnat. |
| Alavés Athletic At. Madrid Barcelone Celta Eibar Espanyol Majorque Levante Leganés Betis Real Madrid Real Sociedad Grenade Osasuna Séville Valence Villarreal Getafe Valladolid                                                           |

Légende des couleurs
- Phase de groupes de la Ligue des champions 2019-2020
- Phase de groupes de la Ligue Europa 2019-2020
- Deuxième tour de qualification de la Ligue Europa 2019-2020
- Promu de Segunda División 2018-2019

| Club                  | Se maintient depuis | Classement 2018-2019 | Entraîneur           | Depuis | Stade                                | Capacité théorique | Nombre de saison en Liga |
| --------------------- | ------------------- | -------------------- | -------------------- | ------ | ------------------------------------ | ------------------ | ------------------------ |
| FC Barcelone          | 1929                | 1er                  | Quique Setién        | 2020   | Camp Nou                             | 99 354             | 88                       |
| Atlético de Madrid    | 2002                | 2e                   | Diego Simeone        | 2011   | Estadio Metropolitano                | 67 829             | 82                       |
| Real Madrid           | 1929                | 3e                   | Zinédine Zidane      | 2019   | Santiago Bernabéu Alfredo Di Stéfano | 81 0446 000        | 88                       |
| Valence CF            | 1987                | 4e                   | Albert Celades       | 2019   | Mestalla                             | 53 000             | 84                       |
| Getafe CF             | 2017                | 5e                   | José Bordalás        | 2016   | Alfonso Pérez                        | 17 393             | 14                       |
| Séville FC            | 2001                | 6e                   | Julen Lopetegui      | 2019   | Ramón Sánchez Pizjuán                | 42 714             | 75                       |
| Espanyol de Barcelone | 1994                | 7e                   | Pablo Machín         | 2019   | RCDE Stadium                         | 40 500             | 84                       |
| Athletic Bilbao       | 1929                | 8e                   | Gaizka Garitano      | 2018   | San Mamés                            | 53 289             | 88                       |
| Real Sociedad         | 2010                | 9e                   | Imanol Alguacil      | 2018   | Anoeta                               | 32 076             | 72                       |
| Real Betis            | 2015                | 10e                  | Rubi                 | 2019   | Benito Villamarín                    | 60 720             | 53                       |
| Deportivo Alavés      | 2016                | 11e                  | Asier Garitano       | 2019   | Mendizorroza                         | 19 840             | 14                       |
| SD Eibar              | 2014                | 12e                  | José Luis Mendilibar | 2015   | Ipurua                               | 7 083              | 5                        |
| CD Leganés            | 2016                | 13e                  | Mauricio Pellegrino  | 2018   | Estadio Butarque                     | 10 958             | 3                        |
| Villarreal CF         | 2013                | 14e                  | Javier Calleja       | 2019   | La Ceramica                          | 24 890             | 19                       |
| Levante UD            | 2017                | 15e                  | Paco López           | 2018   | Stade Ciutat de ValènciaCamilo Cano  | 25 3543 000        | 13                       |
| Real Valladolid       | 2018                | 16e                  | Sergio González      | 2018   | José Zorrilla                        | 26 512             | 43                       |
| Celta de Vigo         | 2012                | 17e                  | Fran Escribá         | 2019   | Balaídos                             | 29 000             | 53                       |
| CA Osasuna            | 2019                | 1er (SD)             | Jagoba Arrasate      | 2018   | Stade El Sadar                       | 19 800             | 37                       |
| Grenade CF            | 2019                | 2e (SD)              | Diego Martínez Penas | 2018   | Nuevo Los Cármenes                   | 22 524             | 23                       |
| RCD Majorque          | 2019                | 5e (SD)              | Vicente Moreno       | 2017   | Stade de Son Moix                    | 23 142             | 27                       |

1. 1 2 3  On ne peut pas exactement parler de promotion pour ces clubs puisqu'ils ont directement rejoint la Liga dès 1929, date de création de ce championnat. Depuis cette date, ils n'ont jamais connu de relégation.
2. 1 2  Stade utilisé pour des matchs à huis clos en raison des travaux de rénovation de leur stade principal.

### Changements d'entraîneur
| Club                  | Entraîneur partant  | Motif du départ         | Date de départ    | Position   | Entraîneur arrivant        | Date d'arrivée    |
| --------------------- | ------------------- | ----------------------- | ----------------- | ---------- | -------------------------- | ----------------- |
| Real Betis            | Quique Setién       | Consentement mutuel     | 19 mai 2019       | Pré-saison | Rubi                       | 6 juin 2019       |
| Deportivo Alavés      | Abelardo            | Démission               | 20 mai 2019       | Pré-saison | Asier Garitano             | 21 mai 2019       |
| Séville FC            | Joaquín Caparrós    | Fin de contrat          | 23 mai 2019       | Pré-saison | Julen Lopetegui            | 4 juin 2019       |
| Espanyol de Barcelone | Rubi                | Signé par le Real Betis | 6 juin 2019       | Pré-saison | David Gallego              | 6 juin 2019       |
| Valence CF            | Marcelino           | Renvoi                  | 11 septembre 2019 | 10e        | Albert Celades             | 11 septembre 2019 |
| Espanyol de Barcelone | David Gallego       | Renvoi                  | 7 octobre 2019    | 19e        | Pablo Machín               | 7 octobre 2019    |
| CD Leganés            | Mauricio Pellegrino | Démission               | 21 octobre 2019   | 20e        | Javier Aguirre             | 4 novembre 2019   |
| Celta de Vigo         | Fran Escribá        | Renvoi                  | 3 novembre 2019   | 18e        | Óscar García               | 4 novembre 2019   |
| Espanyol de Barcelone | Pablo Machín        | Renvoi                  | 23 décembre 2019  | 20e        | Abelardo                   | 27 décembre 2019  |
| FC Barcelone          | Ernesto Valverde    | Renvoi                  | 13 janvier 2020   | 1er        | Quique Setién              | 13 janvier 2020   |
| Real Betis            | Rubi                | Renvoi                  | 21 juin 2020      | 14e        | Alexis Trujillo (intérim)  | 21 juin 2020      |
| Espanyol de Barcelone | Abelardo            | Renvoi                  | 27 juin 2020      | 20e        | Francisco Rufete (intérim) | 27 juin 2020      |
| Valence CF            | Albert Celades      | Renvoi                  | 29 juin 2020      | 8e         | Voro (intérim)             | 29 juin 2020      |

## Compétition

### Classement
Le classement est établi sur le barème de points classique (victoire à 3 points, match nul à 1, défaite à 0).
Pour départager les égalités, on tient d'abord compte des points en confrontations directes, puis de la différence de buts en confrontations directes, puis de la différence de buts générale, puis du nombre de buts marqués et enfin du nombre de points de Fair-Play.
| Rang | Équipe                | Pts | J  | G  | N  | P  | Bp | Bc | Diff |
| ---- | --------------------- | --- | -- | -- | -- | -- | -- | -- | ---- |
| 1    | Real Madrid S         | 87  | 38 | 26 | 9  | 3  | 70 | 25 | +45  |
| 2    | FC Barcelone T        | 82  | 38 | 25 | 7  | 6  | 86 | 38 | +48  |
| 3    | Atlético de Madrid    | 70  | 38 | 18 | 16 | 4  | 51 | 27 | +24  |
| 4    | Séville FC C3         | 70  | 38 | 19 | 13 | 6  | 54 | 34 | +20  |
| 5    | Villarreal CF         | 60  | 38 | 18 | 6  | 14 | 63 | 49 | +14  |
| 6    | Real Sociedad C       | 56  | 38 | 16 | 8  | 14 | 56 | 48 | +8   |
| 7    | Grenade CF P          | 56  | 38 | 16 | 8  | 14 | 52 | 45 | +7   |
| 8    | Getafe CF             | 54  | 38 | 14 | 12 | 12 | 43 | 37 | +6   |
| 9    | Valence CF            | 53  | 38 | 14 | 11 | 13 | 46 | 53 | -7   |
| 10   | CA Osasuna P          | 52  | 38 | 13 | 13 | 12 | 46 | 54 | -8   |
| 11   | Athletic Bilbao       | 51  | 38 | 13 | 12 | 13 | 41 | 38 | +3   |
| 12   | Levante UD            | 49  | 38 | 14 | 7  | 17 | 47 | 53 | -6   |
| 13   | Real Valladolid       | 42  | 38 | 9  | 15 | 14 | 32 | 43 | -11  |
| 14   | SD Eibar              | 42  | 38 | 11 | 9  | 18 | 39 | 56 | -17  |
| 15   | Real Betis            | 41  | 38 | 10 | 11 | 17 | 48 | 60 | -12  |
| 16   | Deportivo Alavés      | 39  | 38 | 10 | 9  | 19 | 34 | 59 | -25  |
| 17   | Celta de Vigo         | 37  | 38 | 7  | 16 | 15 | 37 | 49 | -12  |
| 18   | CD Leganés            | 36  | 38 | 8  | 12 | 18 | 30 | 51 | -21  |
| 19   | RCD Majorque P        | 33  | 38 | 9  | 6  | 23 | 40 | 65 | -25  |
| 20   | Espanyol de Barcelone | 25  | 38 | 5  | 10 | 23 | 27 | 58 | -31  |

Qualifications européennes
Ligue des champions 2020-2021
- 1er, 2e, 3e, et 4e : phase de groupes

Ligue Europa 2020-2021
- 5e et 6e : phase de groupes
- 7e [c 1] : 2e tour de qualification

Relégation
- 18e, 19e et 20e : relégation en LaLiga SmartBank

Abréviations
- T : Tenant du titre
- C : Vainqueur de la Coupe du Roi 2019-2020
- S : Vainqueur de la Supercoupe d'Espagne 2019
- C3 : Vainqueur de la Ligue Europa 2019-2020
- P : Promus de Liga 1|2|3

1. ↑  La finale de la Coupe d'Espagne 2019-2020 se joue après la date limite du 3 août donnée par l'UEFA, la Real Sociedad et l'Athletic Bilbao refusant de jouer sans spectateurs. La place est donc redistribuée au championnat espagnol[1].

### Domicile et extérieur
| Rang | Équipe                | Pts | J  | G  | N  | P  | Bp | Bc | Diff |
| ---- | --------------------- | --- | -- | -- | -- | -- | -- | -- | ---- |
| 1    | FC Barcelone          | 50  | 19 | 16 | 2  | 1  | 52 | 16 | +36  |
| 2    | Real Madrid           | 49  | 19 | 15 | 4  | 0  | 40 | 11 | +29  |
| 3    | Atlético de Madrid    | 42  | 19 | 12 | 6  | 1  | 28 | 11 | +17  |
| 4    | Valence CF            | 40  | 19 | 11 | 7  | 1  | 29 | 16 | +13  |
| 5    | Séville FC            | 37  | 19 | 10 | 7  | 2  | 26 | 14 | +12  |
| 6    | Grenade CF            | 33  | 19 | 10 | 3  | 6  | 26 | 16 | +10  |
| 7    | Villarreal CF         | 32  | 19 | 9  | 5  | 5  | 37 | 25 | +12  |
| 8    | Levante UD            | 32  | 19 | 9  | 5  | 5  | 27 | 19 | +8   |
| 9    | Real Betis            | 31  | 19 | 9  | 4  | 6  | 34 | 27 | +7   |
| 10   | Real Sociedad         | 31  | 19 | 9  | 4  | 6  | 33 | 20 | +13  |
| 11   | Athletic Bilbao       | 31  | 19 | 9  | 4  | 6  | 21 | 14 | +7   |
| 12   | Getafe CF             | 30  | 19 | 8  | 6  | 5  | 25 | 20 | +5   |
| 13   | CA Osasuna            | 28  | 19 | 7  | 7  | 5  | 26 | 29 | -3   |
| 14   | Deportivo Alavés      | 27  | 19 | 7  | 6  | 6  | 20 | 19 | +1   |
| 15   | RCD Majorque          | 27  | 19 | 8  | 3  | 8  | 25 | 22 | +3   |
| 16   | SD Eibar              | 27  | 19 | 8  | 3  | 8  | 25 | 25 | 0    |
| 17   | Real Valladolid       | 25  | 19 | 5  | 10 | 4  | 18 | 15 | +3   |
| 18   | Celta de Vigo         | 23  | 19 | 5  | 8  | 6  | 22 | 20 | +2   |
| 19   | CD Leganés            | 20  | 19 | 5  | 5  | 9  | 17 | 26 | -9   |
| 20   | Espanyol de Barcelone | 12  | 19 | 2  | 6  | 11 | 15 | 31 | -16  |

| Rang | Équipe                | Pts | J  | G  | N  | P  | Bp | Bc | Diff |
| ---- | --------------------- | --- | -- | -- | -- | -- | -- | -- | ---- |
| 1    | Real Madrid           | 38  | 19 | 11 | 5  | 3  | 30 | 14 | +16  |
| 2    | Séville FC            | 33  | 19 | 9  | 6  | 4  | 28 | 20 | +8   |
| 3    | FC Barcelone          | 32  | 19 | 9  | 5  | 5  | 34 | 22 | +12  |
| 4    | Atlético de Madrid    | 28  | 19 | 6  | 10 | 3  | 23 | 16 | +7   |
| 5    | Villarreal CF         | 28  | 19 | 9  | 1  | 9  | 26 | 24 | +2   |
| 6    | Real Sociedad         | 25  | 19 | 7  | 4  | 8  | 23 | 28 | -5   |
| 7    | Getafe CF             | 24  | 19 | 6  | 6  | 7  | 18 | 17 | +1   |
| 8    | CA Osasuna            | 24  | 19 | 6  | 6  | 7  | 20 | 25 | -5   |
| 9    | Grenade CF            | 23  | 19 | 6  | 5  | 8  | 26 | 29 | -3   |
| 10   | Athletic Bilbao       | 20  | 19 | 4  | 8  | 7  | 20 | 24 | -4   |
| 11   | Levante UD            | 17  | 19 | 5  | 2  | 12 | 20 | 34 | -14  |
| 12   | Real Valladolid       | 17  | 19 | 4  | 5  | 10 | 14 | 28 | -14  |
| 13   | CD Leganés            | 16  | 19 | 3  | 7  | 9  | 13 | 25 | -12  |
| 14   | SD Eibar              | 15  | 19 | 3  | 6  | 10 | 14 | 31 | -17  |
| 15   | Celta de Vigo         | 14  | 19 | 2  | 8  | 9  | 15 | 29 | -14  |
| 16   | Valence CF            | 13  | 19 | 3  | 4  | 12 | 17 | 37 | -20  |
| 17   | Espanyol de Barcelone | 13  | 19 | 3  | 4  | 12 | 12 | 27 | -15  |
| 18   | Deportivo Alavés      | 12  | 19 | 3  | 3  | 13 | 14 | 40 | -26  |
| 19   | Real Betis            | 10  | 19 | 1  | 7  | 11 | 14 | 33 | -19  |
| 20   | RCD Majorque          | 6   | 19 | 1  | 3  | 15 | 15 | 43 | -28  |

### Matchs
| Résultats (▼dom., ►ext.)                                   | ALA | ATH | ATM | BAR | BET | CEL | EIB | ESP | GET | GRE | LEG | LEV | MAJ | OSA | RMA | RSO | SEV | VAL | VLL | VIL |
| Deportivo Alavés                                           |     | 2-1 | 1-1 | 0-5 | 1-1 | 2-0 | 2-1 | 0-0 | 0-0 | 0-2 | 1-1 | 1-0 | 2-0 | 0-1 | 1-2 | 2-0 | 0-1 | 1-1 | 3-0 | 1-2 |
| Athletic Bilbao                                            | 2-0 |     | 1-1 | 1-0 | 1-0 | 1-1 | 0-0 | 3-0 | 0-2 | 2-0 | 0-2 | 2-1 | 3-1 | 0-1 | 0-1 | 2-0 | 1-2 | 0-1 | 1-1 | 1-0 |
| Atlético de Madrid                                         | 2-1 | 2-0 |     | 0-1 | 1-0 | 0-0 | 3-2 | 3-1 | 1-0 | 1-0 | 0-0 | 2-1 | 3-0 | 2-0 | 0-0 | 1-1 | 2-2 | 1-1 | 1-0 | 3-1 |
| FC Barcelone                                               | 4-1 | 1-0 | 2-2 |     | 5-2 | 4-1 | 5-0 | 1-0 | 2-1 | 1-0 | 2-0 | 2-1 | 5-2 | 1-2 | 0-0 | 1-0 | 4-0 | 5-2 | 5-1 | 2-1 |
| Real Betis                                                 | 1-2 | 3-2 | 1-2 | 2-3 |     | 2-1 | 1-1 | 1-0 | 1-1 | 2-2 | 2-1 | 3-1 | 3-3 | 3-0 | 2-1 | 3-0 | 1-2 | 2-1 | 1-2 | 0-2 |
| Celta de Vigo                                              | 6-0 | 1-0 | 1-1 | 2-2 | 1-1 |     | 0-0 | 1-1 | 0-1 | 0-2 | 1-0 | 2-3 | 2-2 | 1-1 | 1-3 | 0-1 | 2-1 | 1-0 | 0-0 | 0-1 |
| SD Eibar                                                   | 0-2 | 2-2 | 2-0 | 0-3 | 1-1 | 2-0 |     | 1-2 | 0-1 | 3-0 | 0-0 | 3-0 | 1-2 | 0-2 | 0-4 | 1-2 | 3-2 | 1-0 | 3-1 | 2-1 |
| Espanyol de Barcelone                                      | 2-0 | 1-1 | 1-1 | 2-2 | 2-2 | 0-0 | 0-2 |     | 1-1 | 0-3 | 0-1 | 1-3 | 1-0 | 2-4 | 0-1 | 1-3 | 0-2 | 1-2 | 0-2 | 0-1 |
| Getafe CF                                                  | 1-1 | 1-1 | 0-2 | 0-2 | 1-0 | 0-0 | 1-1 | 0-0 |     | 3-1 | 2-0 | 4-0 | 4-2 | 0-0 | 0-3 | 2-1 | 0-3 | 3-0 | 2-0 | 1-3 |
| Grenade CF                                                 | 3-0 | 4-0 | 1-1 | 2-0 | 1-0 | 0-0 | 1-2 | 2-1 | 2-1 |     | 1-0 | 1-2 | 1-0 | 1-0 | 1-2 | 1-2 | 0-1 | 2-2 | 2-1 | 0-1 |
| CD Leganés                                                 | 1-1 | 1-1 | 0-1 | 1-2 | 0-0 | 3-2 | 1-2 | 2-0 | 0-3 | 0-0 |     | 1-2 | 1-0 | 0-1 | 2-2 | 2-1 | 0-3 | 1-0 | 1-2 | 0-3 |
| Levante UD                                                 | 0-1 | 1-2 | 0-1 | 3-1 | 4-2 | 3-1 | 0-0 | 0-1 | 1-0 | 1-1 | 2-0 |     | 2-1 | 1-1 | 1-0 | 1-1 | 1-1 | 2-4 | 2-0 | 2-1 |
| RCD Majorque                                               | 1-0 | 0-0 | 0-2 | 0-4 | 1-2 | 5-1 | 2-1 | 2-0 | 0-1 | 1-2 | 1-1 | 2-0 |     | 2-2 | 1-0 | 0-1 | 0-2 | 4-1 | 0-1 | 3-1 |
| CA Osasuna                                                 | 4-2 | 1-2 | 0-5 | 2-2 | 0-0 | 2-1 | 0-0 | 1-0 | 0-0 | 0-3 | 2-1 | 2-0 | 2-2 |     | 1-4 | 3-4 | 1-1 | 3-1 | 0-0 | 2-1 |
| Real Madrid                                                | 2-0 | 0-0 | 1-0 | 2-0 | 0-0 | 2-2 | 3-1 | 2-0 | 1-0 | 4-2 | 5-0 | 3-2 | 2-0 | 2-0 |     | 3-1 | 2-1 | 3-0 | 1-1 | 2-1 |
| Real Sociedad                                              | 3-0 | 2-1 | 2-0 | 2-2 | 3-1 | 0-1 | 4-1 | 2-1 | 1-2 | 2-3 | 1-1 | 1-2 | 3-0 | 1-1 | 1-2 |     | 0-0 | 3-0 | 1-0 | 1-2 |
| Séville FC                                                 | 1-1 | 1-1 | 1-1 | 0-0 | 2-0 | 1-1 | 1-0 | 2-2 | 2-0 | 2-0 | 1-0 | 1-0 | 2-0 | 3-2 | 0-1 | 3-2 |     | 1-0 | 1-1 | 1-2 |
| Valence CF                                                 | 2-1 | 0-2 | 2-2 | 2-0 | 2-1 | 1-0 | 1-0 | 1-0 | 3-3 | 2-0 | 1-1 | 1-1 | 2-0 | 2-0 | 1-1 | 1-1 | 1-1 |     | 2-1 | 2-1 |
| Real Valladolid                                            | 1-0 | 1-4 | 0-0 | 0-1 | 2-0 | 0-0 | 2-0 | 2-1 | 1-1 | 1-1 | 2-2 | 0-0 | 3-0 | 1-1 | 0-1 | 0-0 | 0-1 | 1-1 |     | 1-1 |
| Villarreal CF                                              | 4-1 | 0-0 | 0-0 | 1-4 | 5-1 | 1-3 | 4-0 | 1-2 | 1-0 | 4-4 | 1-2 | 2-1 | 1-0 | 3-1 | 2-2 | 1-2 | 2-2 | 2-0 | 2-0 |     |
| - Victoire à domicile - Match nul - Victoire à l'extérieur |     |     |     |     |     |     |     |     |     |     |     |     |     |     |     |     |     |     |     |     |

### Évolution du classement
Le tableau suivant récapitule le classement au terme de chacune des journées définies par le calendrier officiel, les matchs joués en retard sont donc comptabilisés la journée suivant leur tenue. La finale de la Coupe du Roi étant reportée après la date limite du 3 août donnée par l'UEFA, la 7e place donne désormais une place au deuxième tour de qualification en Ligue Europa, la 6e place donne désormais une place en phase de groupe en Ligue Europa depuis la 28e journée.
| Journée →   | 1  | 2  | 3  | 4  | 5  | 6  | 7  | 8  | 9  | 10 | 11 | 12 | 13 | 14 | 15 | 16 | 17 | 18 | 19 | 20 | 21 | 22 | 23 | 24 | 25 | 26 | 27 | 28 | 29 | 30 | 31 | 32 | 33 | 34 | 35 | 36 | 37 | 38 | Journées en tête | Journées relégable |
| Équipe      |    |    |    |    |    |    |    |    |    |    |    |    |    |    |    |    |    |    |    |    |    |    |    |    |    |    |    |    |    |    |    |    |    |    |    |    |    |    |                  |                    |
| ----------- | -- | -- | -- | -- | -- | -- | -- | -- | -- | -- | -- | -- | -- | -- | -- | -- | -- | -- | -- | -- | -- | -- | -- | -- | -- | -- | -- | -- | -- | -- | -- | -- | -- | -- | -- | -- | -- | -- | ---------------- | ------------------ |
| Alavés      | 8  | 8  | 7  | 11 | 13 | 17 | 14 | 17 | 14 | 14 | 15 | 16 | 14 | 13 | 14 | 15 | 14 | 15 | 15 | 14 | 14 | 15 | 14 | 14 | 14 | 13 | 14 | 15 | 12 | 13 | 14 | 16 | 15 | 15 | 17 | 17 | 15 | 16 |                  |                    |
| Ath. Bilbao | 5  | 5  | 2  | 4  | 1  | 4  | 7  | 7  | 8  | 10 | 8  | 10 | 6  | 5  | 5  | 6  | 7  | 7  | 8  | 8  | 9  | 9  | 9  | 10 | 11 | 10 | 10 | 10 | 10 | 9  | 9  | 9  | 8  | 8  | 10 | 8  | 10 | 11 | 1                |                    |
| At. Madrid  | 6  | 2  | 1  | 2  | 6  | 3  | 3  | 3  | 5  | 4  | 4  | 4  | 3  | 4  | 6  | 7  | 5  | 4  | 3  | 3  | 5  | 6  | 4  | 4  | 3  | 5  | 6  | 6  | 4  | 3  | 3  | 3  | 3  | 3  | 3  | 3  | 3  | 3  | 1                |                    |
| Barcelone   | 16 | 9  | 8  | 5  | 8  | 6  | 4  | 2  | 1  | 2  | 1  | 1  | 1  | 1  | 1  | 1  | 1  | 1  | 1  | 1  | 2  | 2  | 2  | 2  | 1  | 2  | 1  | 1  | 1  | 2  | 2  | 2  | 2  | 2  | 2  | 2  | 2  | 2  | 14               |                    |
| Betis       | 13 | 20 | 15 | 15 | 15 | 9  | 15 | 16 | 18 | 18 | 16 | 15 | 17 | 15 | 12 | 11 | 12 | 13 | 13 | 11 | 12 | 12 | 13 | 12 | 13 | 14 | 12 | 13 | 14 | 14 | 13 | 13 | 13 | 14 | 13 | 13 | 14 | 15 |                  | 3                  |
| Celta       | 19 | 12 | 12 | 16 | 16 | 15 | 17 | 15 | 17 | 17 | 18 | 18 | 18 | 18 | 18 | 18 | 18 | 18 | 17 | 18 | 18 | 19 | 17 | 17 | 17 | 17 | 17 | 17 | 17 | 16 | 16 | 17 | 17 | 16 | 16 | 16 | 17 | 17 |                  | 12                 |
| Eibar       | 14 | 16 | 18 | 19 | 19 | 16 | 11 | 14 | 16 | 16 | 14 | 14 | 15 | 16 | 16 | 16 | 16 | 16 | 16 | 16 | 15 | 16 | 16 | 16 | 16 | 16 | 16 | 16 | 16 | 17 | 17 | 15 | 16 | 17 | 15 | 15 | 13 | 14 |                  | 3                  |
| Espanyol    | 20 | 18 | 19 | 17 | 18 | 18 | 18 | 19 | 19 | 19 | 19 | 19 | 19 | 19 | 19 | 20 | 20 | 20 | 20 | 20 | 20 | 20 | 20 | 20 | 20 | 20 | 20 | 20 | 19 | 20 | 20 | 20 | 20 | 20 | 20 | 20 | 20 | 20 |                  | 37                 |
| Getafe      | 17 | 15 | 17 | 18 | 11 | 10 | 16 | 12 | 9  | 11 | 9  | 7  | 7  | 7  | 7  | 5  | 4  | 6  | 7  | 5  | 4  | 3  | 3  | 3  | 5  | 4  | 5  | 5  | 5  | 5  | 5  | 5  | 6  | 6  | 6  | 6  | 7  | 8  |                  | 1                  |
| Grenade     | 9  | 14 | 9  | 6  | 3  | 5  | 2  | 4  | 3  | 1  | 3  | 6  | 8  | 8  | 10 | 9  | 9  | 11 | 10 | 10 | 11 | 10 | 10 | 9  | 9  | 9  | 9  | 9  | 9  | 10 | 10 | 10 | 9  | 10 | 9  | 10 | 9  | 7  | 1                |                    |
| Leganés     | 15 | 19 | 20 | 20 | 20 | 20 | 20 | 20 | 20 | 20 | 20 | 20 | 20 | 20 | 20 | 19 | 19 | 19 | 19 | 19 | 19 | 18 | 19 | 19 | 19 | 19 | 19 | 19 | 20 | 19 | 19 | 19 | 19 | 19 | 19 | 18 | 18 | 18 |                  | 36                 |
| Levante     | 18 | 10 | 4  | 8  | 9  | 11 | 12 | 10 | 11 | 13 | 11 | 11 | 12 | 9  | 11 | 12 | 11 | 9  | 11 | 12 | 13 | 13 | 11 | 13 | 10 | 11 | 13 | 12 | 13 | 11 | 12 | 12 | 12 | 12 | 12 | 12 | 12 | 12 |                  | 1                  |
| Majorque    | 4  | 11 | 14 | 14 | 17 | 19 | 19 | 18 | 15 | 15 | 17 | 17 | 16 | 17 | 17 | 17 | 17 | 17 | 18 | 17 | 17 | 17 | 18 | 18 | 18 | 18 | 18 | 18 | 18 | 18 | 18 | 18 | 18 | 18 | 18 | 19 | 19 | 19 |                  | 20                 |
| Osasuna     | 7  | 7  | 6  | 9  | 10 | 12 | 13 | 11 | 13 | 8  | 10 | 9  | 10 | 11 | 9  | 10 | 10 | 12 | 12 | 13 | 10 | 11 | 12 | 11 | 12 | 12 | 11 | 11 | 11 | 12 | 11 | 11 | 11 | 11 | 11 | 11 | 11 | 10 |                  |                    |
| R. Madrid   | 1  | 3  | 5  | 3  | 2  | 1  | 1  | 1  | 2  | 6  | 2  | 2  | 2  | 2  | 2  | 2  | 2  | 2  | 2  | 2  | 1  | 1  | 1  | 1  | 2  | 1  | 2  | 2  | 2  | 1  | 1  | 1  | 1  | 1  | 1  | 1  | 1  | 1  | 18               |                    |
| R. Sociedad | 11 | 6  | 13 | 7  | 4  | 2  | 5  | 5  | 4  | 3  | 6  | 3  | 5  | 6  | 4  | 4  | 6  | 5  | 5  | 6  | 6  | 8  | 6  | 8  | 6  | 6  | 4  | 4  | 6  | 7  | 7  | 7  | 7  | 7  | 7  | 7  | 6  | 6  |                  |                    |
| Séville     | 2  | 1  | 3  | 1  | 5  | 7  | 6  | 6  | 6  | 5  | 5  | 5  | 4  | 3  | 3  | 3  | 3  | 3  | 4  | 4  | 3  | 4  | 5  | 5  | 4  | 3  | 3  | 3  | 3  | 4  | 4  | 4  | 4  | 4  | 4  | 4  | 4  | 4  | 2                |                    |
| Valence     | 12 | 17 | 10 | 13 | 12 | 13 | 9  | 8  | 10 | 12 | 12 | 13 | 9  | 10 | 8  | 8  | 8  | 8  | 6  | 7  | 7  | 5  | 7  | 7  | 8  | 7  | 7  | 7  | 8  | 8  | 8  | 8  | 10 | 9  | 8  | 9  | 8  | 9  |                  |                    |
| Valladolid  | 3  | 4  | 11 | 12 | 14 | 14 | 10 | 13 | 12 | 9  | 13 | 12 | 13 | 14 | 15 | 14 | 15 | 14 | 14 | 15 | 16 | 14 | 15 | 15 | 15 | 15 | 15 | 14 | 15 | 15 | 15 | 14 | 14 | 13 | 14 | 14 | 16 | 13 |                  |                    |
| Villarreal  | 10 | 13 | 16 | 10 | 7  | 8  | 8  | 9  | 7  | 7  | 7  | 8  | 11 | 12 | 13 | 13 | 13 | 10 | 9  | 9  | 8  | 7  | 8  | 6  | 7  | 8  | 8  | 8  | 7  | 6  | 6  | 6  | 5  | 5  | 5  | 5  | 5  | 5  |                  |                    |

En gras et italique, les équipes comptant un match en retard :
1. ↑  FC Barcelone-Real Madrid, rencontre de la 10e journée, est reportée en raison des violentes manifestations indépendantistes en Catalogne. La rencontre a été jouée le 18 décembre entre les 17e et 18e journées.
2. ↑  SD Eibar-Real Sociedad, rencontre de la 24e journée, est reportée en raison de la pollution dans l'air. La rencontre a été jouée le 10 mars entre les 27e et 28e journées.

### Résultats par journée
| Journée →   | 1 | 2 | 3 | 4 | 5 | 6 | 7 | 8 | 9 | 10 | 11 | 12 | 13 | 14 | 15 | 16 | 17 | 18 | 19 | 20 | 21 | 22 | 23 | 24 | 25 | 26 | 27 | 28 | 29 | 30 | 31 | 32 | 33 | 34 | 35 | 36 | 37 | 38 |
| Équipe      | 1 | 2 | 3 | 4 | 5 | 6 | 7 | 8 | 9 | 10 | 11 | 12 | 13 | 14 | 15 | 16 | 17 | 18 | 19 | 20 | 21 | 22 | 23 | 24 | 25 | 26 | 27 | 28 | 29 | 30 | 31 | 32 | 33 | 34 | 35 | 36 | 37 | 38 |
| ----------- | - | - | - | - | - | - | - | - | - | -- | -- | -- | -- | -- | -- | -- | -- | -- | -- | -- | -- | -- | -- | -- | -- | -- | -- | -- | -- | -- | -- | -- | -- | -- | -- | -- | -- | -- |
| Alavés      | V | N | N | D | D | D | V | D | V | D  | N  | D  | V  | V  | D  | D  | N  | D  | N  | V  | D  | N  | V  | D  | V  | N  | N  | D  | V  | D  | D  | D  | D  | D  | D  | N  | V  | D  |
| Ath. Bilbao | V | N | V | N | V | N | D | D | N | D  | V  | N  | V  | V  | V  | D  | N  | N  | N  | N  | N  | D  | D  | D  | D  | V  | V  | N  | N  | V  | D  | V  | V  | D  | D  | V  | D  | D  |
| At. Madrid  | V | V | V | D | N | V | N | N | N | V  | N  | N  | V  | N  | D  | N  | V  | V  | V  | D  | N  | D  | V  | N  | V  | N  | N  | N  | V  | V  | V  | V  | N  | V  | N  | V  | V  | N  |
| Barcelone   | D | V | N | V | D | V | V | V | V | N  | V  | D  | V  | V  | V  | V  | N  | V  | N  | V  | D  | V  | V  | V  | V  | D  | V  | V  | V  | N  | V  | N  | N  | V  | V  | V  | D  | V  |
| Betis       | D | D | V | N | N | V | D | N | D | D  | V  | N  | D  | V  | V  | V  | N  | D  | N  | V  | D  | N  | D  | N  | N  | D  | V  | D  | N  | D  | V  | D  | D  | N  | V  | D  | D  | D  |
| Celta       | D | V | N | D | N | N | D | V | D | D  | D  | D  | D  | V  | N  | D  | N  | D  | N  | N  | N  | D  | V  | N  | V  | N  | N  | D  | N  | V  | V  | N  | D  | N  | N  | D  | D  | N  |
| Eibar       | D | N | D | D | N | V | V | N | D | D  | V  | V  | D  | D  | D  | D  | N  | V  | D  | V  | N  | N  | D  | D  | D  | V  | D  | D  | N  | N  | V  | V  | D  | D  | N  | V  | V  | D  |
| Espanyol    | D | N | D | V | D | N | D | D | D | V  | D  | D  | D  | N  | D  | D  | N  | D  | N  | V  | N  | D  | V  | N  | D  | N  | D  | V  | N  | D  | D  | D  | D  | D  | D  | D  | D  | N  |
| Getafe      | D | N | N | N | V | N | D | V | V | D  | V  | V  | N  | N  | V  | V  | V  | D  | D  | V  | V  | V  | V  | D  | D  | V  | N  | D  | N  | N  | N  | V  | D  | N  | D  | N  | D  | D  |
| Grenade     | N | D | V | V | V | N | V | D | V | V  | D  | D  | D  | N  | D  | V  | D  | D  | V  | D  | D  | V  | D  | V  | V  | N  | N  | V  | N  | D  | N  | D  | V  | N  | V  | D  | V  | V  |
| Leganés     | D | D | D | D | N | N | D | D | D | V  | D  | D  | N  | D  | D  | V  | N  | V  | N  | D  | N  | V  | D  | N  | D  | N  | V  | D  | D  | N  | N  | D  | D  | V  | N  | V  | V  | N  |
| Levante     | D | V | V | D | N | D | N | V | D | D  | V  | V  | D  | V  | D  | D  | V  | V  | D  | D  | D  | D  | V  | D  | V  | D  | N  | N  | N  | V  | D  | V  | N  | N  | D  | D  | V  | V  |
| Majorque    | V | D | D | N | D | D | D | V | V | D  | N  | D  | V  | D  | D  | D  | N  | D  | D  | V  | D  | D  | D  | V  | N  | D  | V  | D  | D  | N  | D  | D  | V  | D  | V  | D  | D  | N  |
| Osasuna     | V | N | N | N | N | D | N | V | D | V  | N  | V  | N  | D  | V  | N  | D  | D  | N  | N  | V  | D  | D  | V  | D  | D  | V  | N  | D  | D  | V  | V  | V  | N  | D  | V  | V  | N  |
| R. Madrid   | V | N | N | V | V | V | N | V | D | N  | V  | N  | V  | V  | V  | V  | N  | N  | V  | V  | V  | V  | V  | N  | D  | V  | D  | V  | V  | V  | V  | V  | V  | V  | V  | V  | V  | N  |
| R. Sociedad | N | V | D | V | V | V | D | D | V | V  | D  | V  | N  | D  | V  | N  | N  | V  | D  | D  | V  | D  | V  | V  | V  | V  | D  | N  | D  | D  | D  | D  | V  | N  | V  | V  | N  | N  |
| Séville     | V | V | N | V | D | D | V | D | V | V  | N  | N  | V  | V  | V  | N  | D  | V  | N  | D  | V  | N  | D  | N  | V  | V  | N  | V  | N  | N  | N  | N  | V  | V  | V  | V  | N  | V  |
| Valence     | N | D | V | D | N | N | V | V | N | D  | N  | V  | V  | D  | V  | V  | N  | N  | V  | D  | V  | V  | D  | N  | D  | V  | D  | N  | D  | V  | D  | D  | D  | N  | V  | D  | V  | D  |
| Valladolid  | V | N | D | N | D | N | V | N | N | V  | D  | V  | D  | D  | N  | N  | D  | N  | N  | N  | D  | V  | N  | D  | V  | D  | D  | V  | N  | D  | N  | N  | N  | V  | D  | D  | D  | V  |
| Villarreal  | N | D | N | V | V | D | V | D | V | V  | D  | N  | D  | D  | D  | N  | V  | V  | V  | D  | V  | V  | N  | V  | D  | D  | D  | V  | V  | V  | N  | V  | V  | D  | V  | D  | D  | V  |

| V Victoire N Nul D Défaite |

## Statistiques et classements

### Meilleurs buteurs (Pichichi)
Mise à jour : 19 juillet 2020
| Rang | Joueur        | Club               | Buts Note 1 | Pen. Note 3 | MJ Note 2 | Ratio Note 2 | Min. Note 1 | Min/buts Note 1 |
| ---- | ------------- | ------------------ | ----------- | ----------- | --------- | ------------ | ----------- | --------------- |
| 1    | Lionel Messi  | FC Barcelone       | 25          | 5           | 33        | 0,76         | 2 881       | 115             |
| 2    | Karim Benzema | Real Madrid        | 21          | 5           | 37        | 0,57         | 3 155       | 150             |
| 3    | Gerard Moreno | Villarreal CF      | 18          | 1           | 35        | 0,51         | 2 755       | 153             |
| 4    | Luis Suárez   | FC Barcelone       | 17          | 1           | 28        | 0,58         | 2 002       | 125             |
| 5    | Raúl Garcia   | Athletic Bilbao    | 15          | 7           | 35        | 0,43         | 2 878       | 191             |
| 6    | Lucas Ocampos | Séville FC         | 14          | 5           | 33        | 0,42         | 2 756       | 196             |
| 7    | Iago Aspas    | Celta de Vigo      | 14          | 5           | 37        | 0,38         | 3 268       | 233             |
| 8    | Ante Budimir  | RCD Majorque       | 13          | 2           | 35        | 0,37         | 2 782       | 214             |
| 9    | Álvaro Morata | Atlético de Madrid | 12          | 2           | 34        | 0,35         | 2 105       | 175             |
| 10   | Willian José  | Real Sociedad      | 11          | 0           | 37        | 0,30         | 2 018       | 183             |
| 11   | Roger Martí   | Levante UD         | 11          | 4           | 36        | 0,30         | 2 272       | 206             |
| 12   | Santi Cazorla | Villarreal CF      | 11          | 8           | 35        | 0,31         | 2 461       | 223             |
| 13   | Lucas Pérez   | Deportivo Alavés   | 11          | 5           | 34        | 0,32         | 2 504       | 227             |
| 14   | Jaime Mata    | Getafe CF          | 11          | 3           | 34        | 0,32         | 2 759       | 250             |
| 15   | Joselu        | Deportivo Alavés   | 11          | 1           | 36        | 0,30         | 2 786       | 253             |
| 16   | Sergio Ramos  | Real Madrid        | 11          | 6           | 35        | 0,31         | 3 017       | 274             |

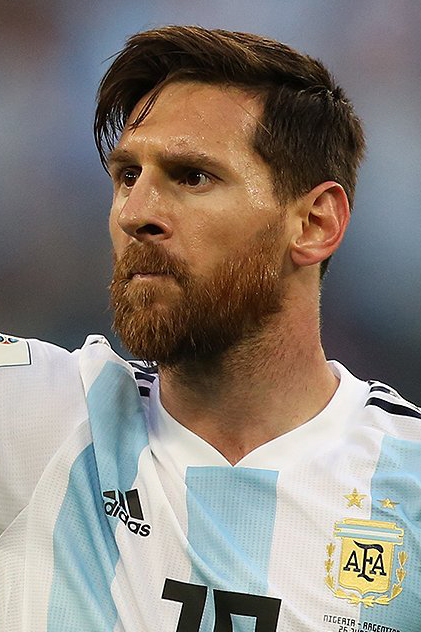
Lionel Messi, meilleur buteur devant Karim Benzema et Gerard Moreno

| Source : Classement des buteurs sur WhoScored et Soccerway 1 : Nombre de buts inscrits (+) avec temps de jeu total en minutes (-) 2 : Ratio de buts par match (+) et nombre de matchs joués (-) 3 : Nombre de penaltys inscrits (-) |

### Meilleurs passeurs
Mise à jour : 19 juillet 2020
| Rang | Joueur          | Club               | Passes Note 1 | MJ Note 2 | Min. Note 1 |
| ---- | --------------- | ------------------ | ------------- | --------- | ----------- |
| 1    | Lionel Messi    | FC Barcelone       | 21            | 33        | 2 881       |
| 2    | Mikel Oyarzabal | Real Sociedad      | 11            | 37        | 3 063       |
| 3    | Santi Cazorla   | Villarreal CF      | 9             | 35        | 2 461       |
| 4    | Luis Suárez     | FC Barcelone       | 8             | 28        | 2 002       |
| 5    | Portu           | Real Sociedad      | 8             | 35        | 2 395       |
| 6    | Roberto Torres  | CA Osasuna         | 8             | 36        | 2 723       |
| 7    | Karim Benzema   | Real Madrid        | 8             | 37        | 3 155       |
| 8    | Rodrigo         | Valence CF         | 7             | 27        | 1 889       |
| 9    | Luka Modrić     | Real Madrid        | 7             | 31        | 1 998       |
| 10   | Ángel Correa    | Atlético de Madrid | 7             | 33        | 2 065       |
| 11   | Fabián Orellana | SD Eibar           | 7             | 29        | 2 398       |
| 12   | Éver Banega     | Séville FC         | 7             | 33        | 2 483       |
| 13   | José Campaña    | Levante UD         | 7             | 37        | 3 160       |
| 14   | Jesús Navas     | Séville FC         | 7             | 38        | 3 371       |

| Source : Classement des buteurs sur WhoScored et Soccerway 1 : Nombre de passes décisives (+) avec temps de jeu total en minutes (-) 2 : Nombre de matchs joués (+) |

### Meilleurs gardiens
Le Trophée Zamora est décerné au gardien de but dont le ratio buts encaissés par match joué est le plus faible.
| Pos | Joueur           | Club               | Buts | Matchs | Ratio |
| --- | ---------------- | ------------------ | ---- | ------ | ----- |
| 1   | Thibaut Courtois | Real Madrid        | 20   | 34     | 0,59  |
| 2   | Jan Oblak        | Atlético de Madrid | 27   | 38     | 0,71  |
| 3   | Unai Simón       | Athletic Bilbao    | 29   | 33     | 0,88  |
| 4   | Tomáš Vaclík     | Séville FC         | 31   | 32     | 0,97  |
| 4   | David Soria      | Getafe CF          | 37   | 38     | 0,97  |

### Buts marqués par journée
Ce graphique représente le nombre de buts marqués lors de chaque journée.

### Autres statistiques
- Premier but de la saison :  Aritz Aduriz   89e pour l'Athletic Bilbao contre le FC Barcelone (1-0), le 16 août 2019 (1re journée).
- Premier but contre son camp :  Paulo Oliveira   75e contre son camp (SD Eibar), pour le RCD Majorque (2-1), le 17 août 2019 (1re journée).
- Premier penalty :  Mikel Oyarzabal   90+11e pour la Real Sociedad contre le Valence CF (1-1), le 17 août 2019 (1re journée).
- Premier doublé :  Roger Martí   63e   73e pour le Levante UD contre le Villarreal CF (2-0), le 23 août 2019 (2e journée).
- Premier triplé :  Lionel Messi   23e (1-0),   45+1e (2-1) et   48e (3-1) pour le FC Barcelone contre le Celta de Vigo (4-1), le 9 novembre 2019 (13e journée).
- Premier quadruplé :  Lionel Messi   14e (1-0),   37e (2-0),   40e (3-0) et   87e (4-0) pour le FC Barcelone contre la SD Eibar (5-0), le 22 février 2020 (25e journée).
- But le plus rapide d'une rencontre :  Ramon Azeez   2e pour le Grenade CF contre le FC Barcelone (1-0), le 21 septembre 2019 (5e journée).
- But le plus tardif d'une rencontre :  Mikel Oyarzabal   90+11e pour la Real Sociedad contre le Valence CF (1-1), le 17 août 2019 (1re journée).
- Premier carton jaune :  Gérard Piqué (FC Barcelone)  60e contre l'Athletic Bilbao (1-0), le 16 août 2019 (1re journée).
- Premier carton rouge :  Luka Modrić (Real Madrid)   56e contre le Celta de Vigo (1-3), le 17 août 2019 (1re journée).
- Match(es) le(s) plus violent(s) : 8 cartons jaunes et 1 carton rouge
  -  Martin Ødegaard (Real Sociedad)  26e,  Mikel Merino (Real Sociedad)  36e,  Joseba Zaldúa (Real Sociedad)  42e,  Robin Le Normand (Real Sociedad)  57e,  Denis Cheryshev (Valence CF)  90+5e,  Ezequiel Garay (Valence CF)  90+8e et  Francis Coquelin (Valence CF)    63e,  90+10e, lors du match Valence CF - Real Sociedad (1-1), le 17 août 2019 (1re journée).
  -  Joel (Real Betis)   8e,  Emerson (Real Betis)  27e,  Óscar Plano (Real Valladolid)  36e,  Antoñito (en) (Real Valladolid)  40e,  Rubén Alcaraz (en) (Real Valladolid)  45e,  Javi Moyano (en) (Real Valladolid)  59e,  Alfonso Pedraza (Real Betis)  90+2e,  Míchel (Real Valladolid)  90+2e et  Anuar Tuhami (Real Valladolid)  90+3e, lors du match Real Betis - Real Valladolid (1-2), le 18 août 2019 (1re journée).
- Champion d'automne : FC Barcelone
- Champion : Real Madrid
- Meilleure attaque : FC Barcelone (86 buts marqués).
- Pire attaque : Espanyol de Barcelone (27 buts marqués).
- Meilleure défense : Real Madrid (25 buts encaissés).
- Pire défense : RCD Majorque (65 buts encaissés).
- Meilleure différence de buts : FC Barcelone (+48)
- Pire différence de buts : Espanyol de Barcelone (-31)
- Journée de championnat la plus riche en buts : 11e journée (35 buts).
- Journée de championnat la plus pauvre en buts : 31e journée (14 buts).
- Plus grande marge de buts dans une rencontre : 6 buts
  - Celta de Vigo - Deportivo Alavés (6-0), le 21 juin 2020 (30e journée).
- Plus grand nombre de buts dans une rencontre : 8 buts 
  - Villarreal CF - Grenade CF (4-4), le 17 août 2019 (1re journée).
- Plus grand nombre de buts en une mi-temps : 6 buts
  - 2e mi-temps de Villarreal CF - Grenade CF (4-4), le 17 août 2019 (1re journée).
- Plus grand nombre de buts dans une rencontre par un joueur : 4 buts
  -  Lionel Messi   14e (1-0),   37e (2-0),   40e (3-0) et   87e (4-0) pour le FC Barcelone contre la SD Eibar (5-0), le 22 février 2020 (25e journée).

## Récompenses de la saison

### Prix de la saison
| Catégorie        | Joueur           | Club          |
| ---------------- | ---------------- | ------------- |
| MVP              | Karim Benzema    | Real Madrid   |
| Pichichi         | Lionel Messi     | FC Barcelone  |
| Trophée Zarra    | Gerard Moreno    | Villarreal CF |
| Meilleur gardien | Thibaut Courtois | Real Madrid   |
| Meilleur coach   | Zinédine Zidane  | Real Madrid   |
| Meilleur coach   | Julen Lopetegui  | Séville FC    |
| Golazo Santander | Luis Suárez      | FC Barcelone  |

### Les onze de la saison

#### Onze de la saison UEFA Liga 2019-20
| Gardien          | Défenseurs                                           | Milieux                           | Attaquants                               |
| ---------------- | ---------------------------------------------------- | --------------------------------- | ---------------------------------------- |
| Thibaut Courtois | Yuri Berchiche Diego Carlos Sergio Ramos Jesús Navas | Toni Kroos Casemiro Santi Cazorla | Karim Benzema Gerard Moreno Lionel Messi |

#### Onze idéal de la temporada de la Liga 2019-20
| Gardien          | Défenseurs                       | Milieux                                              | Attaquants                               |
| ---------------- | -------------------------------- | ---------------------------------------------------- | ---------------------------------------- |
| Thibaut Courtois | Diego Carlos Felipe Sergio Ramos | Lucas Ocampos Santi Cazorla Casemiro Martin Ødegaard | Karim Benzema Gerard Moreno Lionel Messi |

### Récompenses mensuelles
Les Prix LFP sont des récompenses officielles mensuelles décernées par la LFP aux meilleur joueur du mois en Liga Santander.
| Mois      | Joueur du mois   | Joueur du mois |
| Mois      | Joueur           | Club           |
| --------- | ---------------- | -------------- |
| Septembre | Martin Ødegaard  | Real Sociedad  |
| Octobre   | Karl Toko-Ekambi | Villarreal CF  |
| Novembre  | Lionel Messi     | FC Barcelone   |
| Décembre  | Luis Suárez      | FC Barcelone   |
| Janvier   | Thibaut Courtois | Real Madrid    |
| Février   | Lionel Messi     | FC Barcelone   |
| Juin      | Karim Benzema    | Real Madrid    |

## Parcours en coupes d'Europe
Le parcours des clubs espagnols en coupes d'Europe est important puisqu'il détermine le coefficient UEFA, et donc le nombre de clubs espagnols présents en coupes d'Europe les années suivantes.

### Parcours européens des clubs
| Club                  | Compétition         | Résultat           | Ultime(s) adversaire(s) |
| --------------------- | ------------------- | ------------------ | ----------------------- |
| FC Barcelone          | Ligue des champions | Quart de finale    | Bayern Munich           |
| Atlético de Madrid    | Ligue des champions | Quart de finale    | RB Leipzig              |
| Real Madrid           | Ligue des champions | Huitième de finale | Manchester City         |
| Valence CF            | Ligue des champions | Huitième de finale | Atalanta Bergame        |
| Séville FC            | Ligue Europa        | Vainqueur          | Inter Milan             |
| Getafe CF             | Ligue Europa        | Huitième de finale | Inter Milan             |
| Espanyol de Barcelone | Ligue Europa        | Seizième de finale | Wolverhampton Wanderers |

### Coefficient UEFA du championnat espagnol
Le classement UEFA de la fin de saison 2019-2020 permet d'établir la répartition et le nombre d'équipes pour les coupes d'Europe de la saison 2021-2022.
| Rang 2020 | Rang 2019 | Évolution | Ligue      | 2015-2016 | 2016-2017 | 2017-2018 | 2018-2019 | 2019-2020 | Coefficient | Places en Ligue des champions | Places en Ligue des champions | Places en Ligue des champions | Places en Ligue des champions | Places en Ligue des champions | Places en Ligue des champions | Places en Ligue Europa | Places en Ligue Europa | Places en Ligue Europa | Places en Ligue Europa Conférence | Places en Ligue Europa Conférence | Places en Ligue Europa Conférence | Places en Ligue Europa Conférence | Places en Ligue Europa Conférence |
| Rang 2020 | Rang 2019 | Évolution | Ligue      | 2015-2016 | 2016-2017 | 2017-2018 | 2018-2019 | 2019-2020 | Coefficient | PG                            | TB                            | T3                            | T2                            | T1                            | TP                            | PG                     | TB                     | T3                     | PG                                | TB                                | T3                                | T2                                | T1                                |
| --------- | --------- | --------- | ---------- | --------- | --------- | --------- | --------- | --------- | ----------- | ----------------------------- | ----------------------------- | ----------------------------- | ----------------------------- | ----------------------------- | ----------------------------- | ---------------------- | ---------------------- | ---------------------- | --------------------------------- | --------------------------------- | --------------------------------- | --------------------------------- | --------------------------------- |
| 1         | 1         | =         | Espagne    | 23,928    | 20,142    | 19,714    | 19,571    | 18,928    | 102,283     | 4                             | -                             | -                             | -                             | -                             | -                             | 2                      | -                      | -                      | -                                 | 1                                 | -                                 | -                                 | -                                 |
| 2         | 2         | =         | Angleterre | 14,250    | 14,928    | 20,071    | 22,642    | 18,571    | 90,462      | 4                             | -                             | -                             | -                             | -                             | -                             | 2                      | -                      | -                      | -                                 | 1                                 | -                                 | -                                 | -                                 |
| 3         | 4         | +1        | Allemagne  | 16,428    | 14,571    | 9,857     | 15,214    | 18,714    | 74,784      | 4                             | -                             | -                             | -                             | -                             | -                             | 2                      | -                      | -                      | -                                 | 1                                 | -                                 | -                                 | -                                 |
| 4         | 3         | -1        | Italie     | 11,500    | 14,250    | 17,333    | 12,642    | 14,928    | 70,653      | 4                             | -                             | -                             | -                             | -                             | -                             | 2                      | -                      | -                      | -                                 | 1                                 | -                                 | -                                 | -                                 |